# الردود المحلية على ثورة 25 يناير

## الردود المحلية على اندلاعثورة 25 يناير

نيرون احرق روما ومبارك يحرق مصر

### دور الكنيسة
دعت الطوائف المسيحية المصرية الثلاث (الأرثوذكسية والكاثوليكية والإنجيلية) إلى مقاطعة مظاهرات يوم الغضب وعدم النزول للشارع بداعي عدم معرفة هدفها ومن يقف خلفها. كما دعا البابا شنودة إلى التهدئة في ثاني أيام المظاهرات وهو يلقي عظته الأسبوعية. وبالرغم من ذلك، فقد شارك عدد من الشباب المسيحي ونشطاء أقباط معروفون مثل عضو حزب الوفد رامي لكح في بعض المسيرات. فيما أدان المفكر القبطي رفيق حبيب موقف الكنيسة المصرية بدعوة الأقباط إلى مقاطعة الاحتجاج، ولكنه أكد أن مشاركة الأقباط في التظاهرات تتزايد يوماً بعد يوم.
أعلن البابا شنودة عن تأييده للرئيس مبارك يوم الأحد 27 يناير، كما أشاد بدور الجيش القوي في «حماية البلاد والتصدي للخارجين عن القانون».
غابت بعض محافظات الصعيد عن المشهد الاحتجاجي في الأيام الأولى وقد رجح بعض المحللون سبب ذلك يعود إلى وجود قبضة أمنية حديدية على الإقليم إضافة لكونه بعيدا عن العاصمة. ولكن سجلت محافظات عدة بالصعيد مثل أسيوط والمنيا وقنا وسوهاج بعض التجمعات الاحتجاجية والمظاهرات.

### الاقتصاد
أُغلقت البورصة المصرية منذ الأحد 30 يناير وحتى الأربعاء 16 فبراير بسبب الاحتجاجات الشعبية الواسعة، وقد خسرت البورصة في آخر جلستي تداول لها قبل الإغلاق 69 مليار جنيه مصري (11.7 مليار دولار).
مؤشر السوق المصرية كاس 30 انخفض بمقدار 9.93% إلى 5,728.49 نقطة. بنهاية يوم «جمعة الغضب» وصلت خسائر البورصة 72 مليار جنيه مما اصاب خسائر كبيرة حتي لكبار المستثمرين.
وكان من بين القطعاعات التي تأثرت بالاحتجاجات قطاع النقل حيث ارتفعت الخسائر إلى 15 مليون جنيه يوميا. فخسائر مترو الأنفاق تبلغ مليون جنيه أما خسائر السكك الحديدية المصرية فتبلغ 4 ملايين جنيه يوميا فيما تبلغ خسائر الموانئ المصرية 10 ملايين جنيه يوميا.
مصر للطيران وشركات أخرى تعلق رحلاتها من وإلى القاهرة مع حلول اليوم الخامس من الاحتجاجات.، كماأفادت مصادر في مطار القاهرة أن 19 طائرة خاصة غادرت المطار توجهت معظمها إلى دبي وعلى متنها كبار رجال الأعمال المصريين والعرب.
كما أفادت تقارير نشرتها منظمة التعاون والتنمية الاقتصادية (OECD) أن مصر تكلفت خسائر وصلت إلى 90 مليون دولار بسبب قطعها لللإنترنت الذي استمر لمدة خمسة أيام وهذه الخدمات المعطلة تمثل 3% إلى 4% من إجمالي الناتج المحلي، أي ما يمثل خسارة تقارب الـ 18 مليون دولار يوميا.

### الرقابة الإعلامية

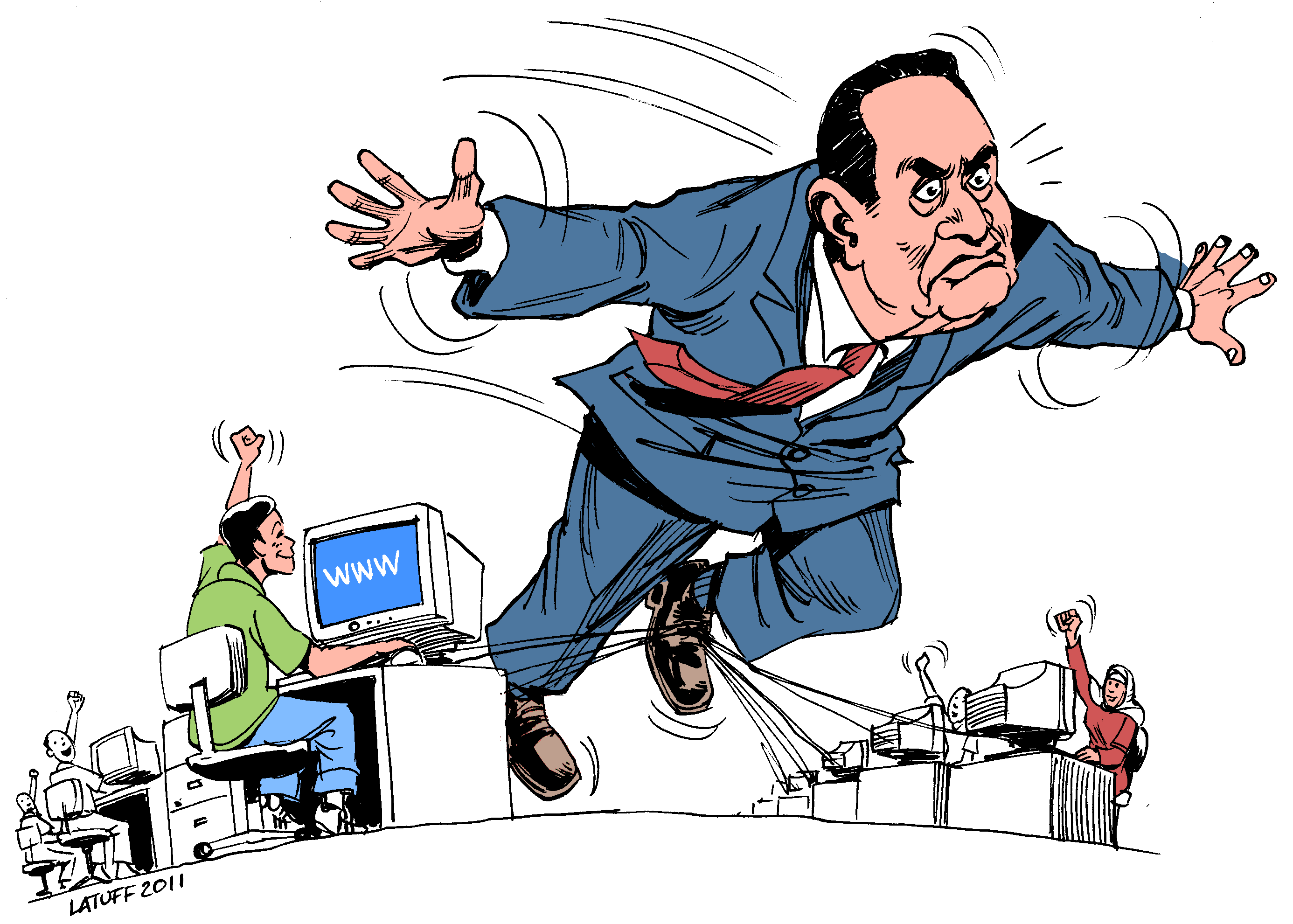
رسم كاريكاتوري لكارلوس لاتوف يوضح دور الإنترنت في الاحتجاجات.

قامت السلطات المصرية بقطع خدمات الهاتف المحمول في البلاد في محاولة لإحباط محاولات التجمهر والتظاهر بعد صلاة الجمعة، وذلك تلبية لدعوة القوى المعارضة للحكومة التي سعت إلى تصعيد حركتها فيما أطلق عليه اسم «جمعة الغضب». قال متحدث باسم شركة فودافون البريطانية أن الحكومة طالبت الشركة بإيقاف خدماتها في أماكن معينة من مصر. وأضاف المتحدث أنه تبعاً للقانون المحلي فيُمكن للدولة طلب هذا الطلب وعلى الشركة أن تستجيب وتنفذه. هذا وقد نشرت في هذا اليوم (يوم الجمعة) عدة وثائق أمريكية على موقع ويكيليكس عن مصر تتحدث إحداها عن القمع والتعذيب ضد الشعب المصري.
وفضلاً عن ذلك فقد عطلت شبكة الإنترنت في البلاد. وقد اعتدى أيضاً عناصر أمن بملابس مدنية على مراسل الجزيرة أحمد منصور. كما اعتُديَ على مراسل قناة البي بي سي محمد الصاوي واختفى 4 مراسلون فرنسيون تابعون لوكالة الأنباء الفرنسية. [بحاجة لمصدر] لوحظت عودة محدودة للاتصالات مع مواصلة قطع شبكات الإنترنت في مصر مع حلول اليوم الخامس من الاحتجاجات.
قرر وزير الإعلام في الحكومة المصرية المقالة أنس الفقي إغلاق وإيقاف نشاط قناة الجزيرة في مصر وإلغاء التراخيص وسحب البطاقات الممنوحة لجميع العاملين بها في 30 يناير. كما منعت السلطات المصرية بث القناة على قمر نايل سات. وفي اليوم التالي اعتقلت السلطات المصرية 6 من الصحفيين العاملين لحساب قناة الجزيرة الإنجليزية من فندقهم بالقاهرة بعد أن منعتهم السلطات من تغطية المظاهرات وقد أطلقت سراحهم في وقت لاحق.
في المقابل قررت المذيعة «سها النقاش» في التلفزيون المصري الحكومي الامتناع عن الاستمرار في العمل في الجهاز الذي ظلت تعمل فيه منذ 20 عاما، مبررة خطوتها بـ«افتقاد الأخلاقيات المهنية» في تغطيته الاحتجاجات المتواصلة التي تطالب برحيل الرئيس حسني مبارك. وقالت المذيعة أنها قرأت خمس نشرت إخبارية في قناة النيل للأخبار في 26 يناير، وهو ثاني أيام الغضب، وإنها استاءت لأن شوارع القاهرة صورت على أنها هادئة، بينما كانت تعج بآلاف المتظاهرين.

### موقف المعارضة

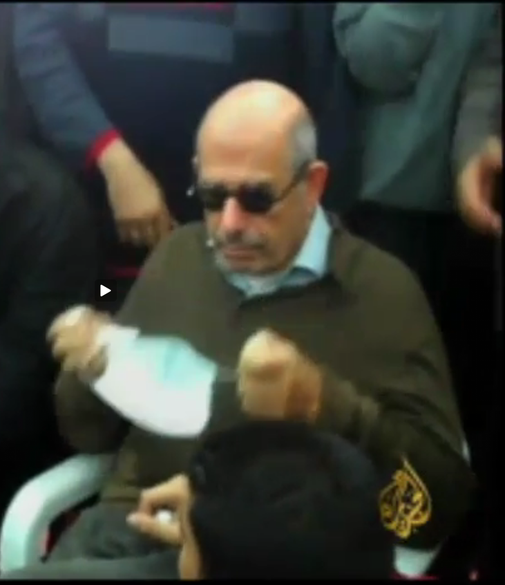
محمد البرادعي يشارك في احتجاجات «جمعة الغضب».

سياسيا، طالبت الجمعية الوطنية للتغيير برحيل مبارك وكامل نظامه، وتعيين حكومة تسيير أعمال لمدة ستة أشهر تضم قضاة وعسكريين. وأصدرت الجمعية الوطنية للتغيير، التي تضم في عضويتها أغلب أطياف المعارضة السياسية في مصر بينها «الإخوان» وحزب الغد - جبهة أيمن نور - وشخصيات سياسية بارزة، «وثيقة» دعت فيها الرئيس المصري إلى التنحي عن الحكم وتغيير النظام المصري بشكل كامل، وتشكيل حكومة مؤقتة تضم قضاة وعسكريين لتسيير أمور البلاد لمدة ستة أشهر.
أبدي المعارضون للنظام المصري رغبتهم في رحيل الرئيس المصري. فقد أبدي كل من محمد البرادعي  كرمز لليسار المصري ويوسف القرضاوي  ممثلا لليمين المصري رغبتهم في رحيل الرئيس.
وقرر عددا من رموز المعارضة الانتقال إلى المعارض محمد البرادعي لإطلاعه على التطورات وما جاء في الاجتماع. وقال عصام العريان العضو البارز بجماعة الاخوان ان الجماعة بصدد تشكيل لجنة سياسية موسعة مع البرادعي للحديث مع الجيش بعد أن دخلت الاحتجاجات في مصر يومها السابع. وذكر العريان أن جماعة الاخوان لا تتخذ قرارات من جانب واحد دون القوى الوطنية وأنها ستسعى أيضا للاتصال بأطراف سياسية أخرى دون أن يقدم أيضاحات. أعلنت خمس جماعات مصرية معارضة عن توكيل الدكتور محمد البرادعي في سادس أيام الاحتجاجات للتصرف في شؤون البلاد الداخلية والخارجية في المرحلة الانتقالية، وتشكيل حكومة إنقاذ وطني مؤقتة ودعا بيان للجماعات التي أطلقت على نفسها اسم قوى الاحتجاجات (حركة 6 أبريل، حركة كلنا خالد سعيد، مجموعة من المثقفين والصحفيين، الجمعية الوطنية للتغيير، حركة 25 يناير) إلي حل البرلمان ووضع دستور جديد للبلاد" يتمكن بموجبه الشعب المصري من الاختيار الحر والنزيه لممثلية البرلمانيين وانتخاب رئيس شرعي للبلاد الإلغاء الفوري لحالة الطواري والإفراج عن جميع المعتقليين السياسيين
من جهة ثانية، شكلت أربعة احزاب مصرية مع شخصيات عامة تحالفا باسم «الائتلاف الشعبي للتغيير» لمواجهة الفراغ السياسي بعد تصاعد حركة الاحتجاج الشعبي. واعلن السيد البدوي رئيس حزب الوفد الليبرالي في مؤتمر ان احزاب الوفد والتجمع والناصري والغد إضافة إلى شخصيات عامة على رأسها الدكتور كمال أبو المجد والدكتور أحمد زويل تشكيل هذا الائتلاف لمطالبة مبارك بترك منصبه. وحدد الائتلاف حدد مجموعة من المطالب أهمها «استجابة مبارك للمطالبة الشعبية وترك منصبه كرئيس للجمهورية بعد ان اسقطت التظاهرات والاحتجاجات شرعية نظامه».
آلاف الشباب المتظاهرين في ميدان التحرير اصدروا بيانا فوضوا بموجبه الدكتور أحمد زويل، العالم الفيزيائي الحائز على جائزة نوبل، بتشكيل لجنة من الحكماء غير السياسيين ليكونوا حلقة الوصل بين المتظاهرين والحكومة، على أن يكون التفاوض حول إعلان مبارك عدم ترشحه للفترة الرئاسية القادمة وتعديل الدستور للسماح بانتخابات حرة ونزيهة وحل مجلسي الشعب والشورى وتسليم رموز الفساد حسب البيان للجيش تمهيدا لمحاكمتهم وان يقدم تقريرا عن اختفاء الأمن والشرطة.
أعلنت جماعة الإخوان المسلمون في 5 فبراير 2011 إنها قررت الدخول في جولة حوار مع الحكومة المصرية على أن تتسع لكل القوى الوطنية وفي مقدمتها ممثلون حقيقيون لشباب الثورة، وذلك للتعرف على جدية المسؤولين إزاء مطالب الشعب. نفى محمود عزت نائب المرشد للعام للجماعة أن الحوار يعد تراجعا عن رفضها السابق للتحاور مع النظام. فقال إن قرار التحاور مع الحكومة جاء بعد استجابتها لعدة شروط منها وقف العدوان على الشعب وكفالة حق التظاهر السلمي، كما أن الجماعة ما زلت تتطالب بتنحي الرئيس.

### النظام
ألقى الرئيس المصري حسني مبارك خطابان منذ اندلاع الاحتجاجات الشعبية. حل الرئيس الحكومة المصرية برئاسة أحمد نظيف في خطابه الأول الذي ألقاه بعد رابع أيام التظاهرات. عند حلول المساء من اليوم الخامس قام مبارك بتعيين عمر سليمان كنائب له ثم تلاه بتكليف الفريق أحمد شفيق كرئيس جديد للوزراء. تم الإعلان عن التشكيلة الحكومية الجديدة في 31 يناير، وقد تضمنت التشكيلة بقاء وزير الدفاع المشير محمد حسين طنطاوي والخارجية أحمد أبو الغيط والبترول سامح فهمي والإعلام أنس الفقي والتضامن الاجتماعى على مصيلحى بمناصبهم، وتعيين اللواء محمود وجدي وزيرًا للداخلية وسمير رضوان وزيرًا للمالية وجابر عصفور وزيرًا للثقافة وفتحى البرادعى وزيرا للإسكان والمرافق وزاهى حواس وزير دولة للآثار.
ألقى مبارك ثاني خطاب له منذ بدء الاحتجاجات مع حلول نهاية ثامن أيامها، أعلن فيه أنه سيكمل ولايته الرئاسية الحالية ولن يترشح لولاية جديدة في انتخابات الرئاسة التي تجرى في مصر في سبتمبر 2011. كما وعد فيه بإصلاحات دستورية تتضمن تحديد فترات تولي الرئاسة. في حين أتهم إن البعض سرعان ما استغل هذه المظاهرات «للسعي لإشاعة الفوضى وللقفز على الشرعية الدستورية والانقضاض عليها» واعتبر مبارك أن التظاهرات تحولت إلى «مواجهات مؤسفة تحركها قوى سياسية سعت لصب الزيت على النار بأعمال إثارة وتحريض وسلب ونهب وإشعال للحرائق». وأضاف أنه كلف نائبه عمر سليمان بالحوار مع المعارضة «حول كافة القضايا المثارة وما يتطلب من تعديلات دستورية وتشريعية من اجل تحقيق هذه المطالب المشروعة». وانتقد الرئيس المصري رفض أحزاب المعارضة لهذه الدعوة.

## ردود الفعل الداخلية
- رئاسة الجمهورية: كلف الرئيس محمد حسني مبارك نائبه عمر سليمان بإجراء حوار شامل مع المعارضة والقوى الوطنية المختلفة تتركز حول الإصلاح الدستوري والتشريعي وتعديل مواد الدستور موضع النقد.[32]
- الجيش المصري- مع دخول المظاهرات الاحتجاجية يومها الثامن، أعلن الجيش المصري في بيان له أعلنه قائد الأركان سامي حافظ عنان أن الجيش يتفهم المطالب المشروعة للمتظاهرين تفهما كاملا وأنه لن يلجأ أبدا لاستخدام العنف تجاههم. [بحاجة لمصدر]
- الأزهر الشريف- خلال اليوم الثامن من التظاهرات الشعبية التي طالت جميع أنحاء مصر، طالب الشيخ أحمد الطيب شيخ الأزهر ومفتي الديار المصرية الأسبق الرئيس محمد حسني مبارك بضرورة الاستجابة لمطالب جموع الشعب حقنا للدماء وسعيا «لمصلحة الوطن ومرضاة الله». [بحاجة لمصدر]
- النائب العام: تم منع التالي اسمائهم من السفر الي خارج البلاد والتحفظ علي حساباتهم البنكية وممتلكاتهم أحمد عز، وحبيب العادلي، وأحمد المغربي، وزهير جرانة،[33][34] ورشيد محمد رشيد.[35]

## طالع أيضًا
- الاحتجاجات العربية 2010-2011.
- الثورة التونسية.
- ثورة 25 يناير المصرية.
- ثورة 17 فبراير الليبية.
- ثورة الشباب اليمنية.

## وصلات خارجية
- أغلب ملفات الفيديو الخاصة بالثورة
- الجزيرة - مظاهرات مصر تتواصل واعتقال المئات.
- أخبار ياهو - حجب تويتر بعد مظاهرات مصر.
- جريدة الشرق الأوسط - عواصم العالم تراقب المظاهرات المصرية وتدعو لضبط النفس.
- فيديو للمظاهرات المصرية وسط القاهرة.
- مظاهرات مصرية غاضبة في يوم «عيد الشرطة».
- يوم الغضب.....نقلة نوعية في المشهد الاحتجاجي المصري.